# Alte weise Männer
Alte weise Männer ist ein Interviewbuch von Nena Brockhaus und Franca Lehfeldt aus dem Jahr 2023. Der Titel wurde als Anspielung auf Sophie Passmanns Bestseller Alte weiße Männer gedeutet.

## Inhalt
Alte weise Männer ist ein Interviewbuch mit zehn Männern, die in ihrer Zeit erfolgreich waren: den Schauspielern Mario Adorf und Heiner Lauterbach, den Journalisten Stefan Aust und Heiner Bremer, den Politikern Herbert Reul, Peer Steinbrück und Edmund Stoiber sowie den Unternehmern Wolfgang Reitzle, Thomas Strüngmann und Claus-Holger Lehfeldt, Franca Lehfeldts Vater. Auch Reinhold Messner war angefragt worden, sich als Interviewpartner an dem Buch zu beteiligen. Er sagte jedoch ab.
Die Interviews wurden nicht gemeinsam geführt, sondern getrennt. Frau Lehfeldt interviewte Stefan Aust, ihren früheren Förderer bei RTL, Heiner Bremer, den früheren BMW- und Linde-Manager Wolfgang Reitzle, ihren Vater und Peer Steinbrück, einen Vorgänger ihres Ehemanns Christian Lindner als Finanzminister. Die Interviews mit den Schauspielern Mario Adorf und Heiner Lauterbach, den Politikern Peer Steinbrück und Edmund Stoiber sowie Strüngmann, einem der Gründer des Pharmaunternehmens Hexal, führte ihre Co-Autorin Nena Brockhaus.
Mit dem Buch beklagen Brockhaus und Lehfeldt, dass eine Schieflage die deutsche Debattenkultur präge. Das Buch soll in ihren Augen dieser Generation von Männern wieder eine Stimme geben. Sie seien Garanten für Tugenden wie Leistungsprinzip, Opferbereitschaft und Pflichterfüllung.

## Rezeption
Mit der politischen Positionierung setzten sich nach der Veröffentlichung von Alte weise Männer: Hommage an eine bedrohte Spezies sowohl Der Stern als auch Der Spiegel auseinander. In ihrem Interview mit dem „Stern“ bezeichnet Lehfeldt diejenigen, die die Phrase „alte, weiße Männer“ als „Feindbild“ verwenden, als Vertreter eines „Zeitgeist-Feminismus“. Ihr aber sei es „gleich, welches Geschlecht, Alter oder Hautfarbe jemand hat.“ Tatsächlich gebe es Lehfeldt zufolge in Deutschland kein Patriarchat und keine Gesellschaft mehr, „in der Frauen unterdrückt werden.“ Dem „Stern“ gegenüber bekennt sich Franca Lehfeldt zu dem Glauben daran, dass sich im Jahr 2023 Leistung durchsetze, unabhängig davon, wer sie erbringe.
Dem Spiegel-Journalisten Arno Frank zufolge ist es das Anliegen der Autorinnen Lehfeldt und Brockhaus, in ihrem Buch Alte weise Männer die „pauschale Verunglimpfung“ von „verdienten Vertretern der Nachkriegsgeneration“ als „Popanz“ darzustellen und der „bedrohten Spezies“ „gönnerhafter Vaterfiguren“ eine „Hommage“ zuteilwerden zu lassen. „Gönnerhafte Vaterfiguren“ hätten – so Franca Lehfeldt – mehr Gutes für ihren Werdegang bewirkt als „manche Frauen, die sich als Freundinnen, Schwestern oder Team bezeichnen“. Frank bewertet diese Haltung als „reaktionär“. Manche Stellen in dem Buch läsen sich so, als habe Lehfeldts Ehemann Christian Lindner die Worte diktiert.
Das RND Redaktionsnetzwerk Deutschland merkt an, dass Lehfeldt und Brockhaus ihre Interviewpartner aus ihrem Leben plaudern lassen. Das lese sich oft dicht, nah, flüssig. Aber es gebe kein kritischen Nachfragen, denn es solle ja eine Hommage sein. Im Kölner Stadt-Anzeiger merkt Anne Burgmer an, dass alte weiße Männer solch ein Buch über „eine bedrohte Spezies“ nicht verdient hätten. Für sie ist das Buch Ausdruck eines schwer erträglichen Anhimmelns, weil kritische Distanz nicht vorhanden sei. Sie meint, das Buch sei aus dem Kalkül entstanden, mit steilen Thesen viele Bücher zu verkaufen.
Zu einer ähnlichen Einschätzung gelangten Rebekka Endler und Annika Brockschmidt in einer mehrteiligen Besprechung des Buches im Podcast Feminist Shelf Control. In dieser analysieren sie das Buch sehr kritisch und arbeiten eine Vielzahl an Problematiken heraus. Nach ihnen produziert das Buch neoliberale Narrative über eine deutsche Gesellschaft, die laut den Autorinnen Brockhaus und Lehfeldt verweichlicht sei und "nichts mehr leiste", ohne je zu reflektieren, dass die interviewten Männer keinen Querschnitt durch die Gesellschaft bilden, sondern allesamt sehr privilegierte Berufe ausüben. Viele Männer behaupten in den Interviews – mit der Hilfe der unkritischen Interviewerinnen – in diese Positionen nur durch eigene harte Leistung gelangt zu sein, strukturelle Privilegien erkennen sie dabei nicht. Sie schauen sich nur in der eigenen Blase um, ohne überhaupt zu realisieren, dass Menschen in anderen Berufen (z. B. auf dem Bau, in der Dienstleistung oder in der Pflege) es nicht so gut haben wie sie und interessieren sich nicht für deren Perspektive z. B. auf Arbeit und Kapitalismus. Das ganze Buch baue auf einem individualistischen Gesellschaftsbild auf, und negiert gesellschaftliche Strukturen, wie z. B. verschiedene strukturelle Diskriminierungen. Anscheinend ist es das Ziel des Buches, insbesondere strukturellen Sexismus wegzudiskutieren, die strukturelle Dimension des Begriffs des "alten weißen Mannes" (Kritik am Patriarchat und männlichen, weißen Hegemonien und männlicher, weißer Machtausübung) zu negieren und den Begriff damit misszuverstehen. Bezeichnend sei, so Brockschmidt und Endler, dass in einigen Interviews mit den Männern deren Ehefrauen kurz vorkommen, um z. B. Essen bereitzustellen, sie aber inhaltlich keinesfalls eingebunden werden, ihre Meinung interessiert die Interviewerinnen nicht. Das Buch orientiere sich ferner nicht an der wissenschaftlich gestützten Publizistik, an vielen wichtigen Stellen fehlen Belege für Behauptungen ganz. Insbesondere scheint es für die Thesen von Lehfeldt und Brockhaus wichtig zu sein, historische Forschung zu der Nachgeschichte des Nationalsozialismus zu ignorieren, sie zeichnen entgegen historischer Forschung implizit ein ganz bestimmtes Bild von der alten Bundesrepublik, die nach dem Ende des Zweiten Weltkriegs 1945 keinerlei Kontinuitäten zu Mentalitäten, Institutionen und Strukturen des nationalsozialistischen Deutschen Reichs aufweisen würde. Denn die Ergebnisse der historischen Forschung würden der These des Buches im Weg stehen, nach der die (weißen) Männer der Nachkriegsgeneration mit "Tugenden" wie Fleiß, Härte und Leistung den Wohlstand der BRD aus eigener Kraft erwirtschaftet hätten. Die dahinterliegende Annahme ist anscheinend, dass solche "Tugenden" vom Nationalsozialismus unbelastet gewesen wären. Deswegen braucht es implizit den Mythos, die BRD sei als tabula rasa aus dem Nationalsozialismus entstiegen. Außerdem sei der Schreibstil sehr schwülstig und das Buch schlecht lektoriert.
Das Buch startete in Kalenderwoche 9 auf Platz 3 in den Sachbuch-Charts (Paperback) des Börsenblatts. Ende März 2023 stand es auf Platz 6 der Spiegel-Bestsellerliste.